# 信雜比 (磁振造影)
本條目主要介紹磁振造影方面的信雜比問題，欲瞭解原始信號處理方面的信雜比概念，請參見信雜比。
信雜比或稱訊雜比、信噪比(signal-to-noise ratio, SNR)出自於信號處理方面的概念，應用在磁振造影(MRI)領域，涉及到影像品質以及微小生理訊號的偵測、鑑別力。

## 影響因素
磁振造影的雜訊來自於生物體帶電離子的熱運動、射頻線圈電路的熱雜訊等處。在一般影像上，由於生物體水含量的豐沛，相應地水中兩個氫原子核(質子)含量也是相當豐沛，其自旋所提供的磁振訊號還算高，經過放大訊號仍可高出雜訊許多。然而訊號取樣方式等等諸多因素仍可使得雜訊影響變大而降低影像品質；相應地，當信雜比低下時，可以透過一些方法來彌補，例如訊號平均。
以下列舉了影響信雜比的因素：
- 所處的主磁場B0：由於磁化強度正比於主磁場強度，主磁場越強則訊號越強，即：SNR ∝ {\displaystyle B_{0}}
- 所取體積元素大小(voxel size)越大，所含自旋數量越多：SNR ∝ 體積元素大小 ∝ 切面厚度{\displaystyle \times }像素長{\displaystyle \times }像素寬
- 取樣頻寬(bandwidth, BW)：SNR ∝ {\displaystyle {\frac {1}{\sqrt {BW}}}}
- 訊號平均(number of signal averaging, NSA，一些廠牌也作「激發次數」number of excitation, NEX)：SNR ∝ {\displaystyle {\sqrt {NSA}}}；而掃描時間 ∝ 訊號平均。
- 部分傅立葉方法(Partial Fourier)中
- 平行造影方法(Parallel imaging)中，加速因子R與幾何因子g對信雜比的影響：SNR ∝ {\displaystyle {\frac {1}{g{\sqrt {R}}}}}

## 磁振技術應用方面

### 磁振顯微術
由於磁振顯微術(MR microscopy)所取的體積元素相當小，因此信雜比很低，需要透過多次訊號平均來提高之，造成掃描時間相對較長。

## 外部連結
- References on noise and SNR in Magnetic Resonance imaging
- Quality Control Issues in MRI